# کاستل سانتالیا
کاستل سانتالیا (به ایتالیایی: Castel Sant'Elia) یک کومونه در ایتالیا است که در استان ویتربو واقع شده‌است.

## خصوصیات
کاستل سانتالیا ۲۴٫۰ کیلومترمربع مساحت و ۲٬۶۴۲ نفر جمعیت دارد و ۲۱۰ متر بالاتر از سطح دریا واقع شده‌است.